# Choruǧ
Choruǧ o Xoruƣ (in tagico: Хоруғ; in persiano: خاروغ), traslitterata anche come Khoroq, Khorogh, Khorugh, o Xoroq) è una città tagica, capoluogo della Gorno-Badachshan in Tagikistan. Ha una popolazione di 30 500 abitanti (stima 2020). Khorog è situata a 2200 msul livello del mare, alla confluenza del Gunt con il fiume Panj (il quale confluendo con il Vahš forma l'Amu Darya, l'antico Oxus), vicino al confine con l'Afghanistan).

## Storia
Fino al tardo XIX secolo, Choruǧ era un'area contesa tra l'emiro di Bukhara, Shah dell'Afghanistan, Impero russo e Gran Bretagna. La Russia risultò la vincitrice dopo che nel 1895 venne stabilitò il fiume Panj come il confine dell'Afghanistan Britannico e dopo essere stato stabilito il territorio del Pamir russo attorno a Choruǧ. Dal 1916 al 1922 fu controllata dai rivoltosi basmachi antibolscevichi. A seguito della caduta dello zar e della formazione dell'Unione Sovietica, Choruǧ divenne la capitale del Gorno-Badakhshan nel 1925. I leader sovietici incoraggiarono la migrazione nell'area, con promesse di soldi, medaglie e automobili, ma senza industrie e con poca area arabile, il tentativo non ebbe grande successo.
La moderna Choruǧ è una delle aree più povere del Tagikistan, nonostante abbia una propria università, fondata nel 1992, dodici scuole e diversi ospedali. Nel 2000 l'università, associandosi con università del Kirghizistan e del Kazakistan, con l'aiuto dei tre governi, ha dato la luce all'Università dell'Asia centrale (UCA), la prima istituzione internazionale di carattere universitario.

## Infrastrutture e trasporti
Choruǧ si trova sulla strada del Pamir che la collega alla capitale Dušanbe verso ovest, e al Kirghizistan verso est e nord. Si tratta di un collegamento però difficilmente praticabile durante l'inverno e la primavera a causa delle avverse condizioni climatiche. La città ha anche un piccolo aeroporto.

## Clima
| Choruǧ (1991-2020) Fonte: | Mesi         | Mesi         | Mesi         | Mesi        | Mesi        | Mesi        | Mesi        | Mesi        | Mesi        | Mesi        | Mesi         | Mesi         | Stagioni | Stagioni | Stagioni | Stagioni | Anno  |
| Choruǧ (1991-2020) Fonte: | Gen          | Feb          | Mar          | Apr         | Mag         | Giu         | Lug         | Ago         | Set         | Ott         | Nov          | Dic          | Inv      | Pri      | Est      | Aut      | Anno  |
| ------------------------- | ------------ | ------------ | ------------ | ----------- | ----------- | ----------- | ----------- | ----------- | ----------- | ----------- | ------------ | ------------ | -------- | -------- | -------- | -------- | ----- |
| T. max. media (°C)        | −1,4         | 1,2          | 7,6          | 16,2        | 21,9        | 26,8        | 30,2        | 30,4        | 26,3        | 18,3        | 10,3         | 2,3          | 0,7      | 15,2     | 29,1     | 18,3     | 15,8  |
| T. media (°C)             | −6,8         | −3,8         | 2,8          | 10,5        | 15,1        | 19,3        | 22,7        | 22,8        | 18,2        | 10,7        | 4,2          | −2,7         | −4,4     | 9,5      | 21,6     | 11,0     | 9,4   |
| T. min. media (°C)        | −10,5        | −7,6         | −0,9         | 5,8         | 9,5         | 12,6        | 15,4        | 15,3        | 10,6        | 4,6         | 0,1          | −6,0         | −8,0     | 4,8      | 14,4     | 5,1      | 4,1   |
| T. max. assoluta (°C)     | 9,5 (1997)   | 12,6 (2002)  | 21,6 (2016)  | 30,2 (2003) | 35,0 (1917) | 36,6 (1998) | 37,9 (1944) | 38,2 (2008) | 36,0 (1959) | 29,5 (1931) | 20,5 (1915)  | 14,0 (2013)  | 14,0     | 35,0     | 38,2     | 36,0     | 38,2  |
| T. min. assoluta (°C)     | −27,1 (1975) | −28,7 (2000) | −17,9 (1965) | −7,6 (1973) | −1,3 (1989) | 1,9 (1949)  | 2,2 (2013)  | 5,4 (1914)  | 1,5 (1969)  | −7,7 (2013) | −13,2 (1950) | −24,7 (1977) | −28,7    | −17,9    | 1,9      | −13,2    | −28,7 |
| Precipitazioni (mm)       | 32           | 33           | 33           | 34          | 34          | 14          | 2           | 0,4         | 2,0         | 12,0        | 18,0         | 22,0         | 87,0     | 101,0    | 16,4     | 32,0     | 236,4 |